# Agenzia delle Dogane

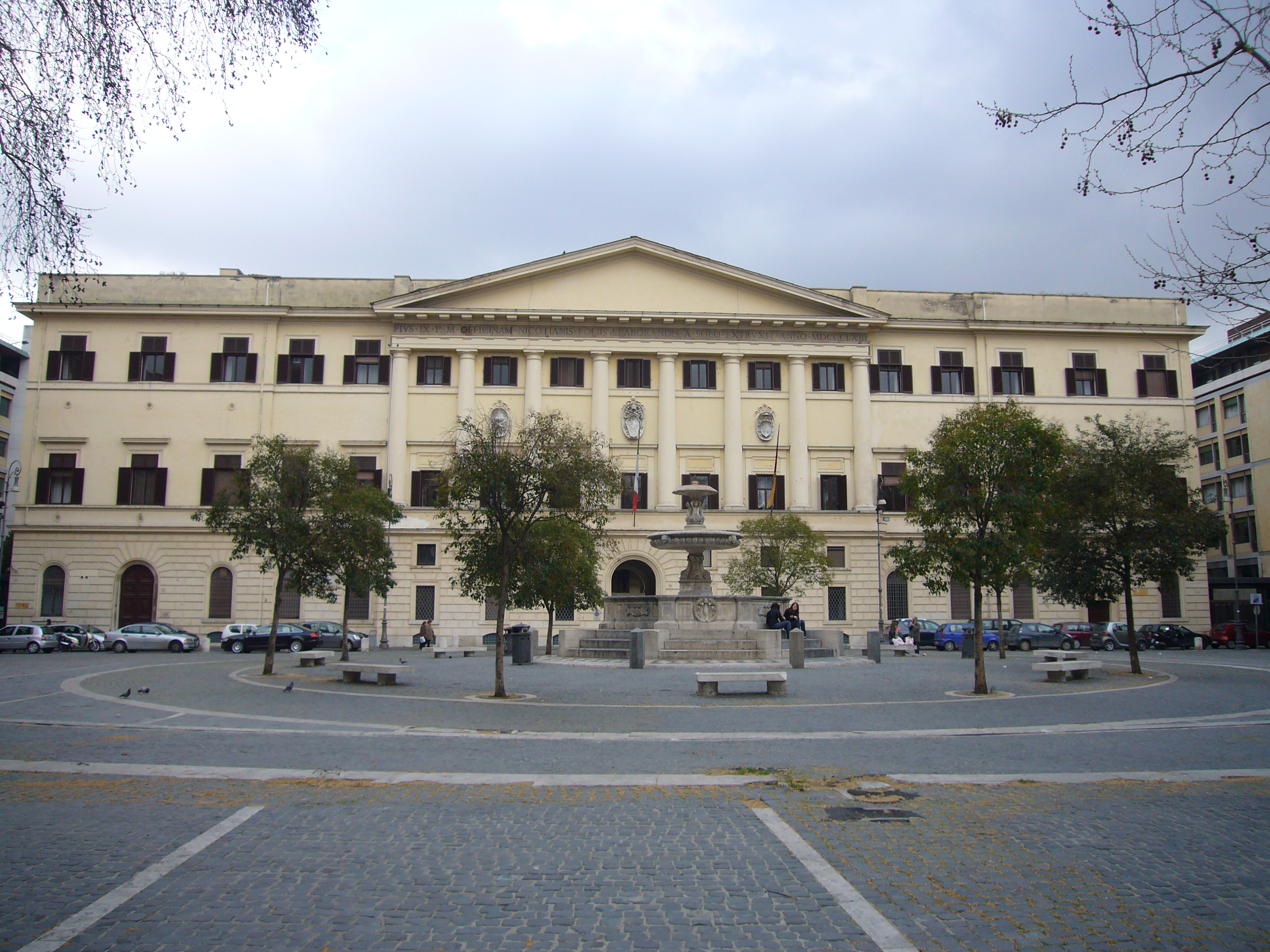
Sitz der ADM-Leitung in der ehemaligen Päpstlichen Tabakmanufaktur, Piazza Mastai 12, Trastevere, Rom

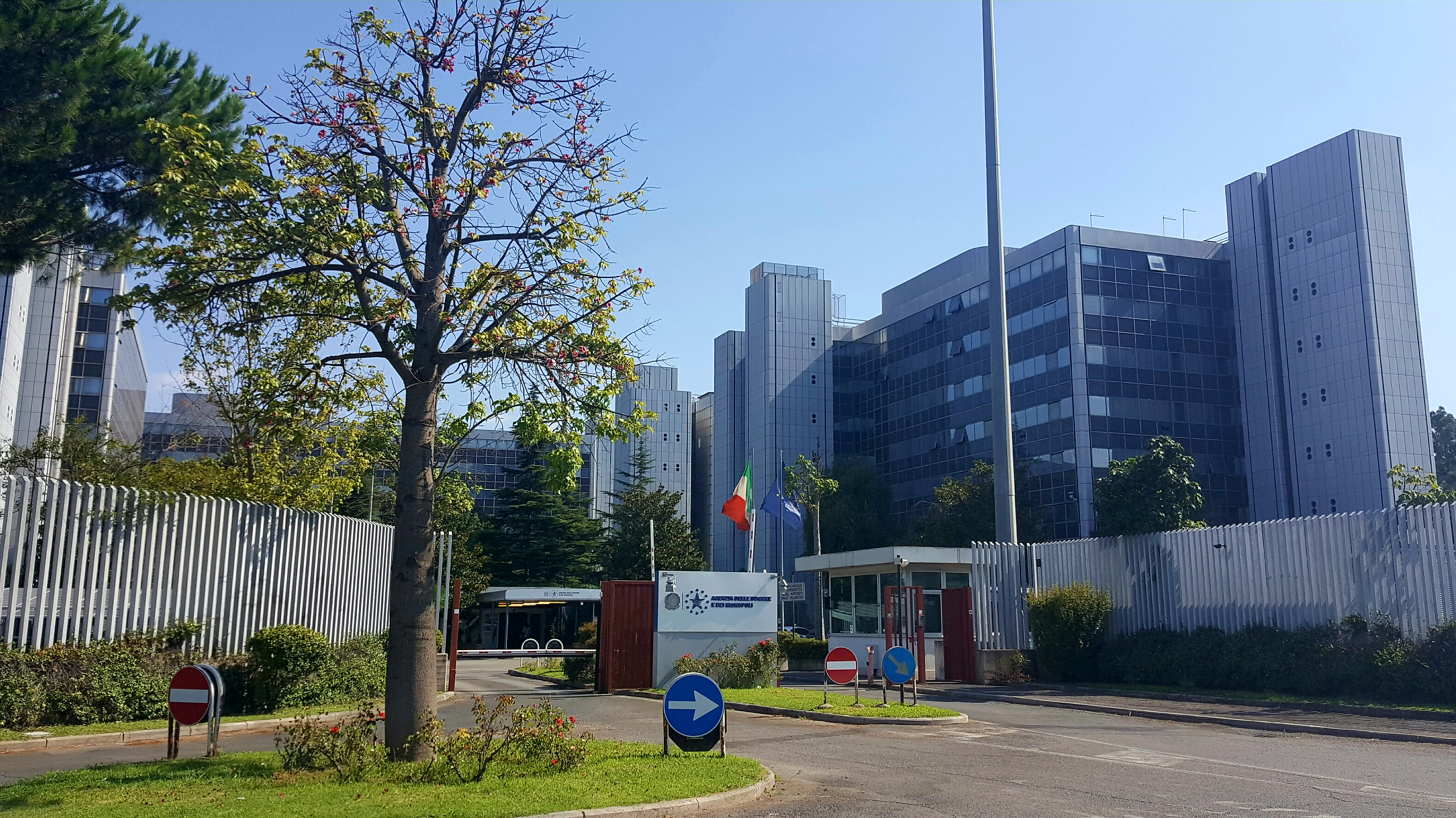
Zentraler Verwaltungssitz, Via Mario Carucci, im Süden von Rom

Die Agenzia delle accise, dogane e monopoli (ADM) (deutsch „Agentur für Akzisen, Zölle und Monopole“, englisch Excise, Customs and Monopolies Agency) ist die italienische Akzisen-, Staatsmonopol- und
Zollverwaltungsbehörde. Sie untersteht der Hauptabteilung für Finanzen (Dipartimento delle Finanze) des Wirtschafts- und Finanzministeriums in Rom.

## Aufgaben
Die ADM, eine administrativ selbständige Behörde im Geschäftsbereich des italienischen Finanzministeriums, stellt die Einnahmen von Zöllen sicher und verwaltet diese. Die Agentur überwacht Einfuhren, Durchfuhren und Ausfuhren und übernimmt die damit in Zusammenhang stehenden staatlichen Verwaltungsaufgaben. Die ADM ist in erster Linie eine fiskalische Verwaltungsbehörde, teilweise übernimmt sie jedoch auch Vollzugsaufgaben. In letzterem Bereich (vgl. Zollfahndungsdienst) gibt es eine enge Zusammenarbeit mit der Guardia di Finanza, der italienischen Finanzpolizei.
Darüber hinaus beaufsichtigt die Agentur im Rahmen des staatlichen Glücksspielmonopols die konzessionierten Unternehmen und geht gegen illegales Glücksspiel vor. Sie kontrolliert auch die Herstellung, den Vertrieb und den Verkauf von Tabakwaren und erhebt die Tabaksteuer sowie andere als Akzisen bezeichnete Verbrauchssteuern, insbesondere im Bereich der Kraftstoffe und des Alkoholkonsums. Die polizeiliche Bekämpfung des illegalen Glücksspiels, des Tabakschmuggels und ähnlicher Delikte sowie des Drogenhandels ist wiederum Sache der Guardia di Finanza.

## Organisation
Dem Leiter der Agentur unterstehen (mit Stand 2021) neun unterstützende Zentralabteilungen für Angelegenheiten wie Personal- und Rechtsfragen, interne Audits, Digitalisierung oder internationale Beziehungen. Vier zentrale Fachabteilungen sind für Zölle, Glücksspiele, Energie und Alkohol sowie für Tabakwaren zuständig. Für den operativen Bereich gibt es elf regionale oder interregionale Direktionen, wobei interregionale Direktionen für mehr als eine italienische Region verantwortlich sind. Die territorialen Direktionen unterhalten jeweils Außenstellen verschiedener Art. Die Agentur hat insgesamt rund 10.000 Mitarbeiter.

## Geschichte
Die Agenzia delle Dogane entstand rechtlich 1999 und operativ 2001 im Zug einer Gesamtreform der italienischen Ministerialbürokratie. Nach der Zusammenlegung des Finanzministeriums mit dem Haushalts- und Schatzministerium zum neuen Ministerium für Wirtschaft und Finanzen wurde es notwendig, verschiedene administrativ selbständige Behörden im Geschäftsbereich des neuen Ministeriums zu schaffen. Zu diesen neuen „Agenturen“ zählt neben der Agenzia delle Dogane unter anderem auch die Agenzia delle Entrate, die italienische Steuerverwaltungsbehörde.
Im Jahr 2012 übernahm die Agenzia delle Dogane die Autonome Verwaltung der Staatsmonopole (AAMS – Amministrazione autonoma dei monopoli di Stato) und damit die Zuständigkeit für das Glücksspiel und die Tabakwaren. Die Übertragung zusätzlicher Zuständigkeiten führte dann zu einer Anpassung und Erweiterung der Bezeichnung der Agentur und zur allgemeinen Verwendung der Abkürzung ADM.
Historischer Vorläufer der fusionierten Behörde war die Gabelle-Generaldirektion, die 1853 in Sardinien-Piemont unter Cavour im piemontesischen und dann italienischen Finanzministerium geschaffen worden war, indem eine noch ältere selbständige Gabelle-Behörde (Azienda Generale delle Regie Gabelle) in die Ministerialverwaltung eingegliedert wurde.